# Leola (Arkansas)
Leola es un pueblo ubicado en el condado de Grant en el estado estadounidense de Arkansas. En el Censo de 2010 tenía una población de 501 habitantes y una densidad poblacional de 222,34 personas por km².

## Geografía
Leola se encuentra ubicado en las coordenadas 34°10′13″N 92°35′29″O / 34.17028, -92.59139. Según la Oficina del Censo de los Estados Unidos, Leola tiene una superficie total de 2.25 km², de la cual 2.25 km² corresponden a tierra firme y (0%) 0 km² es agua.

## Demografía
Según el censo de 2010, había 501 personas residiendo en Leola. La densidad de población era de 222,34 hab./km². De los 501 habitantes, Leola estaba compuesto por el 76.05% blancos, el 1.2% eran afroamericanos, el 1% eran amerindios, el 0% eran asiáticos, el 0% eran isleños del Pacífico, el 18.16% eran de otras razas y el 3.59% pertenecían a dos o más razas. Del total de la población el 23.55% eran hispanos o latinos de cualquier raza.